# ولیکو بنجینک
ولیکو بنجینک (به لاتین: Veliko Bonjince}} یک منطقهٔ مسکونی در صربستان است که در Babušnica واقع شده‌است.

## خصوصیات
ولیکو بنجینک ۴۵۹ نفر جمعیت دارد.